# 아마다바드 공항

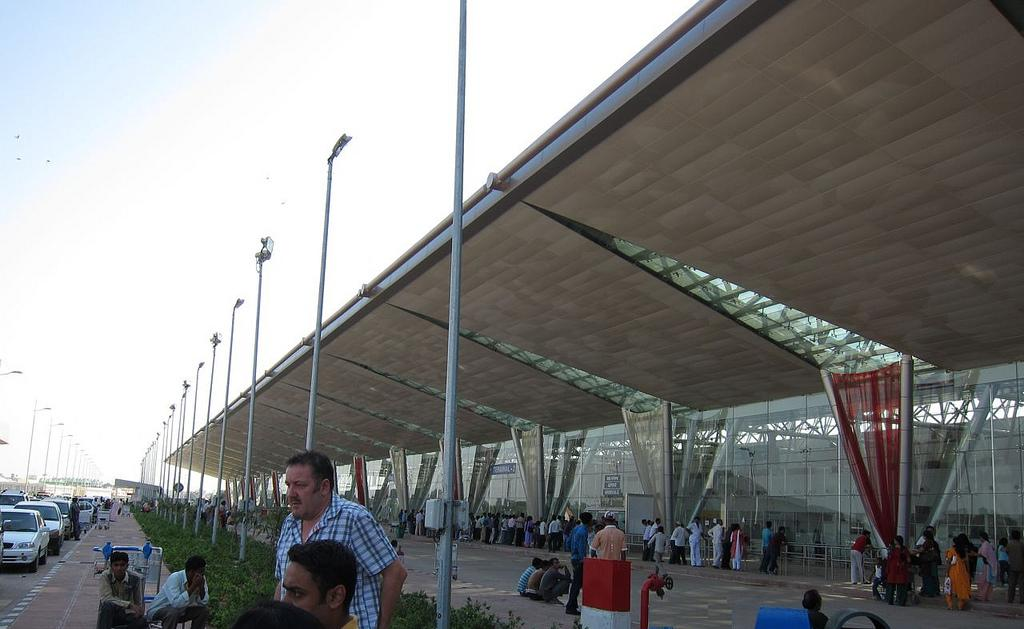

사다르 발라바이 파텔 국제공항(Sardar Vallabhbhai Patel International Airport, SVPIA, IATA: AMD, ICAO: VAAH)은 인도 구자라트주의 아마다바드와 간디나가르 두 도시를 관할하는 국제공항이다. 이 공항은 아마다바드 중심부에서 북쪽으로 9킬로미터 지점에 있다. 이 공항은 인도 구자라트주에서 가장 분주한 공항이자 최대 공항이다.